# Torneo de Hangzhou 2024
El Hangzhou Open 2024 fue un torneo de tenis perteneciente al ATP Tour 2024 en la categoría ATP Tour 250. El torneo tuvo lugar en la ciudad de Hangzhou (China) desde el 18 hasta el 24 de septiembre de 2024 sobre canchas duras.

## Distribución de puntos
| Modalidad            | Campeón | Finalista | Semifinales | Cuartos de final | 2ª ronda | 1ª ronda | Clasificados | 2ª ronda de clasificación | 1ª ronda de clasificación |
| Individual masculino | 250     | 165       | 100         | 50               | 25       | 0        | 13           | 7                         | 0                         |
| Dobles masculino     | 250     | 150       | 90          | 45               | 20       | 0        | -            | -                         | -                         |

## Cabezas de serie

### Individuales masculino
| Tenista                 | Ranking | Preclasificado |
| Holger Rune             | 14      | 1              |
| Karen Khachanov         | 23      | 2              |
| Tomás Martín Etcheverry | 34      | 3              |
| Brandon Nakashima       | 40      | 4              |
| Luciano Darderi         | 41      | 5              |
| Zhizhen Zhang           | 48      | 6              |
| Fábián Marozsán         | 49      | 7              |
| Yoshihito Nishioka      | 54      | 8              |

- Ranking del 16 de septiembre de 2024.[2]

### Dobles masculino
| Tenista                           | Ranking | Preclasificado |
| Nathaniel Lammons Jackson Withrow | 40      | 1              |
| Julian Cash Lloyd Glasspool       | 80      | 2              |
| Ariel Behar Robert Galloway       | 85      | 3              |
| Jamie Murray John Peers           | 92      | 4              |

## Campeones

### Individual masculino
Marin Čilić venció a  Zhizhen Zhang por 7-6(7-5), 7-6(7-5)

### Dobles masculino
Jeevan Nedunchezhiyan /  Vijay Sundar Prashanth vencieron a  Constantin Frantzen /  Hendrik Jebens por 4-6, 7-6(7-5), [10-7]